# Łysienie anagenowe
Łysienie anagenowe (łac. anagen effluvium) – choroba objawiająca się znaczną utratą włosów na skórze głowy. Głównym czynnikiem chorobotwórczym jest przerwanie fazy wzrostu włosów przez inny czynnik wykazujący duże nasilenie działania.

## Przyczyny
Z reguły do przerwania fazy wzrostu włosów dochodzi w wyniku zastosowania konkretnych leków. Do tego rodzaju środków zalicza się zwłaszcza medykamenty chemoterapeutyczne, w tym środki antymetaboliczne, środki alkilowe, środki mające na celu zahamowanie mitozy (używane do leczenia raka). W rezultacie stosowania wymienionych leków dojść może do zahamowania bądź powstrzymania przed podziałem komórek macierzy, a tym samym zwężenia procesu. Następnym etapem jest osłabienie trzonu włosa objawiające się nadmierną podatnością na pęknięcia i urazy. W wybranych przypadkach dochodzić może do niemożności wytworzenia i uformowania włosów. Wśród innych przyczyn łysienia anangenowego wymienia się promieniowanie jonizujące, zatrucie metalami ciężkimi (tal, arsen, ołów) bądź choroby układu dokrewnego, choroby o podłożu autoimmunologicznym (m.in. łysienie plackowate). Łysienie anagenowe uznawane jest za niepospolity objaw pęcherzycy zwykłej (pemphigus vulgaris).

## Rozpoznanie
Pacjenci dotknięci dolegliwością łysienia anangenowego doświadczają utraty włosów po upływie 7-14 dni od momentu pierwszej chemoterapii. W większości przypadków znaczny ubytek włosowy widoczny jest po czasie 1-2 miesięcy. Rozpoznanie choroby następować powinno po przeprowadzeniu badań laboratoryjnych. Zalecane jest zwłaszcza wykonanie testów serologicznych zawierających elementy takie jak:
- badanie żelaza,
- test funkcji tarczycy,
- szybki plazmowy test na przeciwciała (RPR) oraz test laboratoryjny na badanie chorób wenerycznych,
- antynuklearny test na przeciwciała.

Ponadto wskazane jest ustalenie poziomu surowicy i aminokwasów w moczu oraz wykonanie mikroskopijnego badania na zarodniki grzybów oraz kulturę grzybów, w celu wykluczenia możliwości postawienia innej diagnozy.

## Leczenie
Najlepsze rezultaty leczenia następują na drodze wyeliminowania z organizmu ludzkiego czynnika chorobotwórczego. W związku z powyższym nie jest polecana terapia za pomocą dodatkowych środków farmakologicznych. W skrajnych przypadkach stosowana bywa terapia zakładająca miejscowe podawanie minoksydylu. Pierwsze efekty widoczne są zazwyczaj po upływie około 2 miesięcy od momentu rozpoczęcia stosowania.